# Charles de Villeneuve de Vence
Charles de Villeneuve de Vence (* 1645; † 2. Mai 1702 in Vence) war von 1686 bis 1702 Bischof von Glandèves.

## Leben
Charles de Villeneuve war ein Sohn des Claude de Villeneuve († 1666), 21. Baron von Vence, und der Catherine de Grasse; er wurde vermutlich nach 1640, dem Heiratsdatum seiner Eltern, auf Schloss Villeneuve in Vence geboren. Er erhielt beizeiten ein Kanonikat an der Kathedrale von Vence, promovierte zum Doktor der Theologie und wurde 1684 Propst der Kathedrale von Grasse, überließ die Einkünfte aber zwei Jahre später dem nominierten Bischof, François Verjus, der sie mit der bischöflichen Mensa vereinigte. 1682 hatte er als Deputierter des Zweiten Standes die Kirchenprovinz Embrun auf dem Nationalkonzil vertreten, das die vier gallikanischen Artikel verabschiedete. U.a. wegen seiner Beteiligung daran wurde er, obwohl schon mit Datum 18. April 1686 von König Ludwig XIV. zum Bischof von Glandèves ernannt, erst am 5. Oktober 1693 präkonisiert. Die Weihe erteilte ihm Erzbischof Daniel de Cosnac am 18. April 1694 in der Kathedrale von Aix-en-Provence, unter Assistenz des Bischofs von Toulon, Armand-Louis Bonin de Chalucet, und des Bischofs von Marseille, Charles-Gaspard-Guillaume de Vintimille.
Am 28. August 1695 leistete Bischof Villeneuve dem König den Treueid. Am 1. Juli 1696 assistierte er dem Erzbischof von Paris, Mgr. de Noailles, bei der Weihe des Bischofs von Senez, Jean Soanen. Anfang des Jahres 1702 hielt er sich in Familienangelegenheiten in Vence auf, wo er am 2. Mai 1702 starb. Sein dort verfasstes Testament trägt das Datum 2. April 1702.